# De syv søstre
De syv søstre (Le Sette Sorelle) costituiscono una piccola catena montuosa sull'isola di Alsta, in Norvegia. Le vette sono in realtà soltanto sei, ma una leggenda locale attribuisce ad una cima la natura di "due sorelle gemelle", ammontando così idealmente a sette vette.
Le sei montagne (da nord-est a sud-ovest) sono:
- Botnkrona - 1.072 m
- Grytfoten - 1.019 m
- Skjæringen - 1.037 m
- Tvillingene (le gemelle) - 945 m e 980 m
- Kvasstinden - 1.010 m
- Breitinden - 910 m.

Questi monti sono una popolare attrazione turistica per gli appassionati di trekking, ed offrono delle splendide viste sui panorami circostanti. La zona intorno è soprannominata dai locali "Il Regno delle Mille Isole", e nelle giornate più limpide il turista ha modo di intuire coi propri occhi l'origine di questo soprannome.
Tutte le vette possono essere scalate attraverso sentieri tracciati, e su ogni cima è presente un libro dove i turisti possono lasciare le proprie firme. Dopo aver scalato tutte le vette, i visitatori possono recarsi all'associazione turistica locale per richiedere l'emissione di un attestato che certifichi la loro impresa. Non sono previsti limiti di tempo per la scalata di tutte le vette: il record attuale è di meno di quattro ore, ma molti preferiscono scalare una vetta per volta, spesso a distanza di settimane o anche di anni tra l'una e l'altra.
I traghetti della compagnia Hurtigruten passano proprio davanti a queste montagne, offrendo ai passeggeri un'ottima vista del panorama.